# Рассвет (Целинский район)
Рассве́т — хутор в Целинском районе Ростовской области.
Входит в состав Юловского сельского поселения.

## История
В 1963 году указом Президиума Верховного Совета РСФСР поселок Отделения № 2 конезавода переименован в хутор Рассвет.

## Население
| 2010 |
| ---- |
| 197  |

## Улицы
- ул. Мира,
- ул. Новая,
- пер. Тихий.